# Várzea Fernandes
Várzea Fernandes es una localidad caboverdiana del municipio de São Lourenço dos Órgãos.

## Geografía
La localidad está situada en la isla Santiago.

## Organización territorial
La localidad abarca los lugares y barrios de:
- Várzea Fernandes
- Várzea Santana